# San Francisco (canção de Tor Endresen)
"San Francisco" foi a canção que representou a Noruega no Festival Eurovisão da Canção 1997 que se disputou a 3 de maio de 1997, em Dublin.
A referida canção foi interpretada em norueguês e algumas palavras em inglês por Tor Endresen. Foi a terceira canção a ser interpretada na noite do evento, a seguir à canção turca "Dinle", cantada por Şebnem Paker & Grup Etnic e antes da canção austríaca "One Step, interpretada por Bettina Soriat. Terminou a competição e 24.º e último lugar, empatado com "Antes do adeus" de Célia Lawson que representou Portugal, ambas as canções tiveram os indesejados 0 pontos (Curiosamante a Noruega é o país que mais 0 pontos teve na história do Festival Eurovisão da Canção, com 4 canções com 0 pontos, mas que nos anteriores: 1995 e 1996 havia obtido um 1.º e um 2.º lugar respetivamente). No ano seguinte, em 1998,  a Noruega foi representada por Lars Fredriksen  que interpretou o tema  "Alltid sommer". 

## Autores
- Letrista: Tor Endresen
- Compositor: Tor Endresen, Arne Myksvoll
- Orquestrador: Geir Langslet

## Letra
A canção é um número moderadamente up-tempo , com um som semelhante ao rock a partir da década de 1960. Endresen oferece um elogio a San Francisco como um paraíso idealizado a partir dessa década, com letras que contém muitas referências a slogans (" Faça amor, não guerra "), pessoas (Jimi Hendrix e John Lennon) E os títulos das músicas ("California Dreamin '" "Blowin 'in the Wind") A partir dessa época , bem como eventos importantes , como a chegada do homem à Lua e o Festival de  Woodstock. O coro ainda idealiza a cidade e período, com ela sendo descrita como "um tempo de paz, uma fonte da juventude / Não às armas, sem guerra , sem discoteca/ Apenas lindas flores no seu cabelo ".

## Versões
Tor Endresen também gravou o tema em inglês, com o mesmo título "San Francisco".